# La Montagne magique, sur les chemins du Kailash
Pour plus de détails, voir Fiche technique et Distribution.
La Montagne magique, sur les chemins du Kailash est un documentaire français réalisé par Simon Allix et Florence Tran en 2010.

## Synopsis
Simon Allix et Florence Tran décident de rejoindre le mont Kailash, montagne sacrée pour les bouddhistes tibétains, les hindouistes, les jaïns et les böns. Ils débutent leur chemin au Népal, à Katmandou, puis rejoignent le Tibet. Ils font d'abord le tour du lac Manasarovar puis poursuivent par la kora du mont Kailash, et atteignent le col du Dolma qui culmine à 5 600 mètres.

## Fiche technique
- Titre : La Montagne magique, sur les chemins du Kailash
- Réalisation : Simon Allix et Florence Tran
- Musique : David Reyes
- Photographie : Simon Allix et Florence Tran
- Montage : Sebastian Oberle
- Société de production : Sombrero & Company
- Pays :  France
- Genre : Documentaire
- Durée : 53 minutes
- Dates de sortie : 
  -  France : 11 juin 2011 (télévision)

## Genèse
C’est un film qui trotte dans la tête de Simon Allix depuis qu’il fait une première fois le tour du mont Kailash à l'automne 1995 avec son frère Thomas. Ce dernier s’y est déjà rendu en 1993, et y retournera en 1998, car la montagne sacrée exerce une sorte de fascination sur lui. Cette attraction vers ce mont Meru est naturellement transmise à Simon lorsqu'il arpente les sentiers du pèlerinage, et découvre l'histoire et les spiritualités liées à ce lieu. La contagion gagnera du terrain lorsque leur père, Jean-Pierre Allix, explorateur et géographe réalise un plan relief de la montagne.
Après le décès de Thomas dans un accident de voiture en Afghanistan en 2001, Simon n’a plus qu’une idée en tête, retourner là-bas pour rendre un dernier hommage à son frère défunt, et parachever ainsi son terrible deuil.
Dans un premier temps, Simon Allix réalise en 2003 un livre hommage à Thomas, The Rivers of the Mandala. Les craintes de Simon sont qu'un livre si personnel soit mal perçu, mais le livre est imprimé et vendu à 22 000 exemplaires à travers le monde.
C’est à partir de ce constat que Simon décide de documenter et de partager la suite de son cheminement. En 2004, il monte une expédition pour se rendre à nouveau au Tibet. Il choisit de passer par une route traversant le cachemire chinois, le Aksai Chin, une zone sous tension géopolitique. L’expédition ne parviendra pas à traverser le territoire délicat. Cette première tentative donnera le jour au film Aux portes du Tibet, produit par Gédéon Programmes pour la chaîne Voyage.
En 2009, Simon Allix rencontre la réalisatrice Florence Tran, qui connait bien l’histoire des frères Allix et particulièrement le drame survenu en Afghanistan 8 ans plus tôt. De même, elle connait leur père, Jean-Pierre Allix, qui fut son professeur de géographie lors de ses études supérieures en hypokhâgne. Elle partage avec Simon la même fascination pour le mont Kailash. Ils décident alors de réaliser ce voyage ensemble, et de co-réaliser le film La Montagne magique qui sera diffusé sur France 5 et Voyage à partir de juin 2011. Par la suite, il sera diffusé sur d’autres chaînes, comme France Ô ou TV5 Monde, dans de nombreux festivals et dans plusieurs pays : Canada, Belgique, Brésil, etc.
C'est en passant par le Népal depuis Katmandou qu'ils rejoignent le chemin du pèlerinage au Kailash.

## Distinctions
- Prix spécial du jury au festival international du film d’aventure de Dijon, 2011
- Prix de la réalisation et de la technique au festival international du film d’aventure de Val d’Isère, 2012
- Prix spécial du jury au festival international du film d’archéologie de Rovereto (Italie), 2013